# Da'Norris Searcy
Da'Norris Searcy (Decatur, 16 novembre 1988) è un ex giocatore di football americano statunitense che ha giocato nel ruolo di safety. Fu scelto nel corso del quarto giro (100º assoluto) del Draft NFL 2011 dai Buffalo Bills. Al college ha giocato a football all'Università della Carolina del Nord a Chapel Hill.

## Carriera professionistica

### Buffalo Bills
Searcy fu scelto dai Buffalo Bills nel corso del quarto giro del Draft 2011. Il 29 luglio firmò un contratto quadriennale coi Bills. Nella sua stagione da rookie disputò tutte le 16 partite, incluse 3 come titolare, mettendo a segno 34 tackle, un intercetto e un passaggio deviato. Nel 2012 concluse con 39 tackle, 1 passaggio deviato e 2 fumble forzati.
Nella prima gara della stagione 2013, Searcy mise a segno 8 tackle e il primo sack in carriera su Tom Brady dei New England Patriots. Il secondo, oltre a ben 16 tackle, lo fece registrare nella settimana 6 contro i Cincinnati Bengals. Nella settimana 11 intercettò un passaggio di Geno Smith dei New York Jets, ritornandolo in touchdown. La sua annata si concluse con i primati in carriera di 71 tackle e 3,5 sack.
Nella settimana 13 della stagione 2014, Searcy mise a segno due intercetti su Brian Hoyer dei Cleveland Browns contribuendo alla vittoria casalinga dei Bills.

### Tennessee Titans
L'11 marzo 2015, Searcy firmò coi Tennessee Titans un contratto quadriennale del valore di 24 milioni di dollari, 10,5 milioni dei quali garantiti.

## Statistiche
| Partite totali      | 62  |
| Partite da titolare | 23  |
| Tackle              | 209 |
| Sack                | 4,0 |
| Intercetti          | 5   |
| Fumble forzati      | 3   |

Statistiche aggiornate alla stagione 2014